# Leonardo Cilaurren
Leonardo Cilaurren Uriarte (* 5. November 1912 in Bilbao; † 9. Dezember 1969), auch in der Schreibweise Leonardo Cilaurren oder kurz Cilaurren, war ein spanischer Fußballspieler auf der Position eines Mittelfeldspielers. Er war zuletzt für den Hauptstadtverein Club España in Mexiko und die spanische Fußballnationalmannschaft aktiv.

## Karriere

### Verein
Der gebürtige Baske Cilaurren begann seine Karriere 1929 in der baskischen Stadt Getxo beim dort ansässigen Arenas Club. Hier absolvierte er in seiner ersten Saison 1929/30 insgesamt 10 von 18 Meisterschaftsspielen und belegte mit der Mannschaft am Ende den dritten Platz. In der Folgesaison etablierte er sich als Stammspieler und verpasste nur Ligaspiel. 1932 wechselte er zurück in seine Heimatstadt zum Athletic Club. In seiner Debütsaison für den neuen Verein wurde er spanischer Vizemeister gewann den Copa del Presidente de la República an der Seite von Guillermo Gorostiza, Torjäger Bata und Mannschaftskapitän Lafuente gegen Real Madrid (2:1). Ein Jahr später folgte sein erster spanischer Meistertitel und Cilaurren etablierte sich auch in Bilbao zum Stammspieler. Zur Saison 1933/34 absolvierte er 21 Ligaspiele blieb aber sowohl im Pokal, Ausgeschieden im Viertelfinale gegen Real Madrid, als auch in der Meisterschaft, vierter Platz, ohne Titel. In seiner letzten Saison für den baskischen Verein gewann er 1936 seine zweite Meisterschaft. Der im Juli 1936 ausbrechende Spanischer Bürgerkrieg beendete seine, wie auch die vieler anderer spanischer Spieler, Fußballerische Laufbahn im Heimatland.
Mitten im Bürgerkrieg, beschloss 1937 José Antonio Aguirre, der erste Präsident des Baskenlandes, die Baskische Fußballauswahl ins Ausland zu schicken. Nach Stationen in Frankreich und der Sowjetunion, reiste die Mannschaft, um Cilaurren und seinen Vereinskollegen Ángel Zubieta, Gregorio Blasco, José Iraragorri und Ignacio Aguirrezabala, 1937 nach Mexiko. Hier nahm die Mannschaft 1938/39 als Club Deportivo Euzkadi an der Primera Fuerza teil und wurde mexikanischer Vizemeister. Nach der Auflösung der Mannschaft spielte Cilaurren zunächst für River Plate in Argentinien, wo er 1939 Vizemeister wurde. Von 1941 bis 1943 lief er für Hauptstadtklub Peñarol auf, mit dem er dreimal uruguayischer Vizemeister wurde. 1943 kehrte er nach Mexiko zurück und schloss sich den dortigen Hauptstadtverein Club España an. An der Seite von Iraragorri und den Torjäger Isidro Lángara gewann er hier in seiner ersten Saison das Double aus Campeón de Campeones und Copa México. Ein Jahr später gewann er erneut das Double, diesmal jedoch aus mexikanischer Meisterschaft und den Campeón de Campeones 1945. Nach Ablauf der Saison 1945/46 beendete Cilaurren seine aktive Karriere.

### Nationalmannschaft
Sein Debüt für die spanische Fußballnationalmannschaft gab Cilaurren bereits mit 19 Jahren im Freundschaftsspiel gegen die Auswahl von England am 9. Dezember 1931. Von 1932 bis 1933 bestritt er 5 Länderspiele gegen europäische Mannschaften, u. a. Jugoslawien (2:1), Frankreich (1:0) und Bulgarien (13:0). Er nahm an beiden Qualifikationsspielen gegen die Auswahl von Portugal teil und wurde zusammen mit José Muguerza, Lafuente, Iraragorri und Gorostiza aus den Reihen Athletic Bilbaos von Nationaltrainer Amadeo García für die Fußball-Weltmeisterschaft 1934 in Italien berufen. Er war der einzige Spieler von Bilbao der alle drei Partien bestritt. Sowohl gegen die favorisierten Brasilianer um ihren Starstürmer Leônidas (1:3) als auch in den Spielen gegen die Gastgebermannschaft und späteren Weltmeister Italien (1:1 n. V.) und (1:0) kam Cilaurren zum Einsatz. Seinen letzten Einsatz für die La Roja absolvierte er am 12. Mai 1935 gegen die deutsche Fußballnationalmannschaft. Durch den Bürgerkrieg war seine Karriere in der spanischen Nationalmannschaft bereits mit 22 Jahren beendet. In den Jahren 1937 bis 1939 war er Bestandteil der Regionalauswahl des Baskenlandes die gegen verschiedene Vereinsmannschaften antrat.

### Erfolge
Verein
- Spanischer Meister: 1934, 1936
- Spanischer Pokalsieger: 1933
- Mexikanischer Meister: 1945
- Mexikanischer Pokalsieger: 1944
- Mexikanischer Supercup: 1944, 1945